# Хаге Гейнгоб
Хаге Готтфрід Гейнгоб (нім. Hage Gottfried Geingob; 3 серпня 1941, Очіваронго — 4 лютого 2024) — намібійський політик і державний діяч. Президент Намібії з 2015 до смерті 4 лютого 2024 року. До президентства двічі обіймав посаду прем'єр-міністра.

## Життєпис

### До незалежності країни
Народився 3 серпня 1941 року у намібійському місті Очіваронго. Викладав у школі, але вирішив продовжити навчання. Пішки дістався Ботсвани, ледве не загинув, коли зірвався літак, на якому він мав летіти до Танзанії. На початку 1960-х років взяв участь у створення партії СВАПО і боротьбі проти влади ПАР. З 1964 до 1974 року очолював представництво СВАПО при ООН. У цей час він також займався навчанням в університеті Темпл та інших. У 1975 був директором Інституту Намібії в Лусаці (Замбія). У червні 1989 року повернувся в Намібію. У країні вже починалася передвиборча боротьба. На наступний рік було заплановане оголошення незалежності. У 1989—1990 роках Гейнгоб очолював Конституційні збори Намібії для розробки основного закону Намібії. За три місяці була розроблена найліберальніша конституція Африки. У ХХ ст. його країна після тривалої боротьби отримала незалежність.

### У незалежній країні
Відразу після оголошення незалежності Намібії став головою Уряду і не залишав цю посаду понад 12 років з 21 березня 1990 до 28 серпня 2002 року. Саме в цей час в країні майже почалась громадянська війна, Гейнгоб зробив багато, щоб її не було. Докладав великі зусилля для розвитку туризму в країні. 2003 року перейшов працювати до США в одну з африканських організацій (на короткий час). Його імідж в світі одразу виріс. Надалі став віце-президентом правлячої партії СВАПО. 4 грудня 2012 року Гіфікепуньє Лукас Погамба знову призначив його прем'єр-міністром.

### Президент
У листопаді 2014 року в Намібії пройшли президентські вибори, де Хаге переміг як кандидат від партії СВАПО. Став президентом 21 березня 2015 року.
Помер 4 лютого 2024 року в 82-річному віці у лікарні в Віндгуці.